# Kaga (1929)
El Kaga (加賀?   nombrado así por la antigua provincia de Kaga, en la actualidad parte de la Prefectura de Ishikawa), fue un portaaviones de la Armada Imperial Japonesa. Tomó parte en el ataque a Pearl Harbor, y fue hundido en la Batalla de Midway, el 4 de junio de 1942. 

## Diseño y construcción

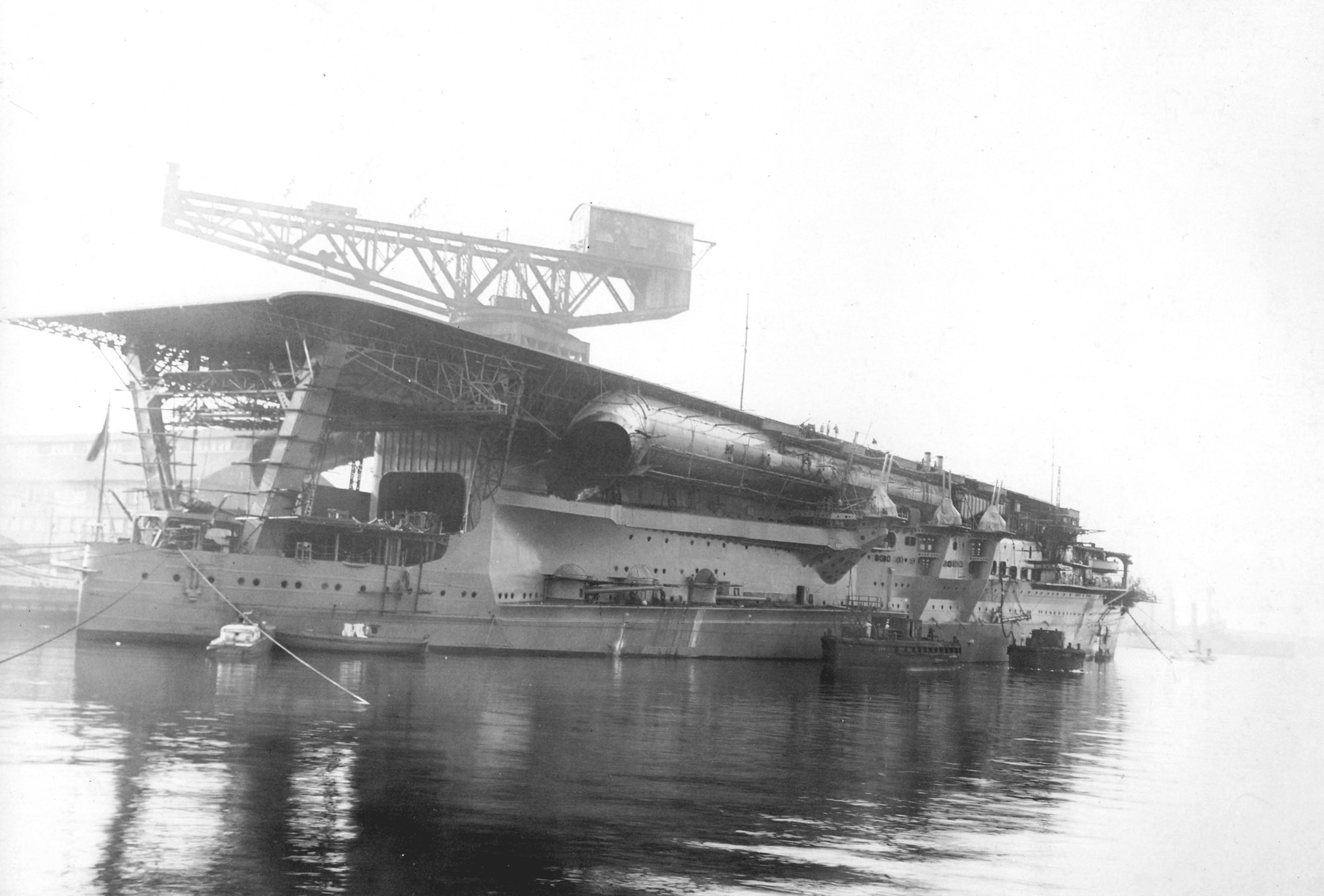
El Kaga visto por estribor en su configuración de 1928.

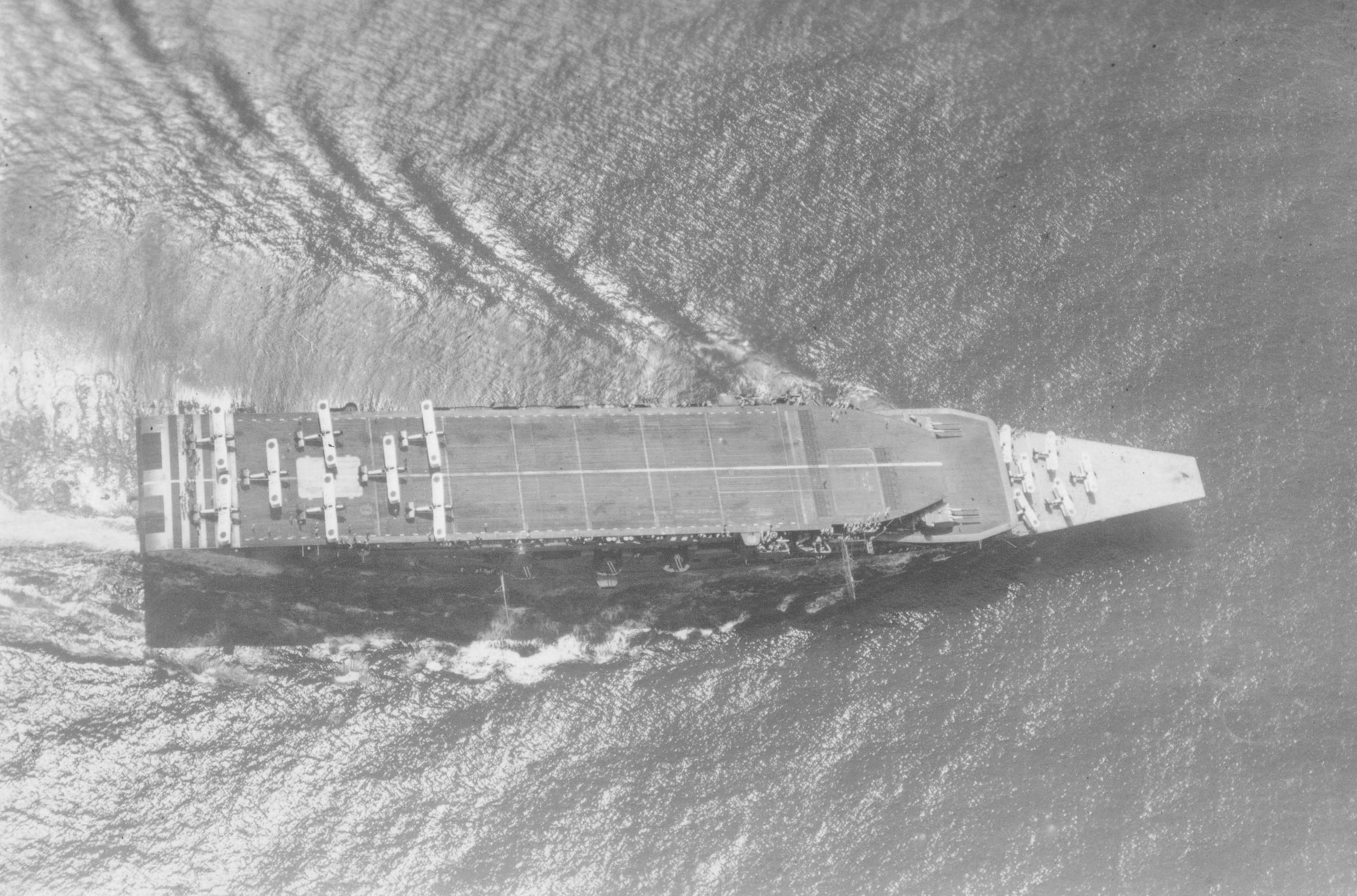
Portaviones Kaga (tres cubiertas) en 1930

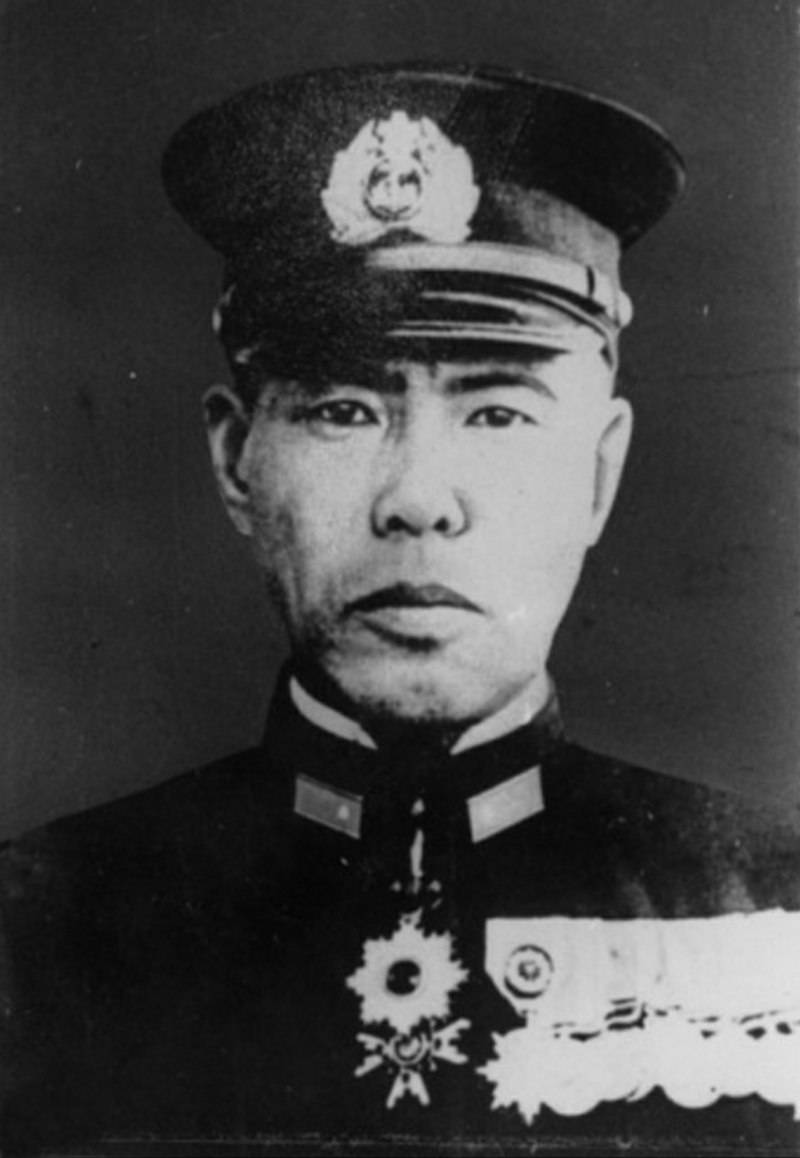
Contralmirante Jisaku Okada

El Kaga fue inicialmente construido desde el casco de un acorazado de la clase Tosa como un portaaviones de tres cubiertas, diseño que también seguiría inicialmente el Akagi, pero en 1935 fue completamente remodelado, dejando una única cubierta con voladizos sostenidas con altos pilares a popa y proa, presentando un elevado perfil masivo bastante imponente y muy distintivo en relación con su similar, el Akagi. Finalizada la remodelación en 1935 quedó con un desplazamiento de 42.541 toneladas solo superadas por las del Shinano en 1944.
Poseía además cinco cañones Tipo 1 de 200 mm por banda, en el tercio de popa, reminiscencia de su origen como acorazado, pero muy cercanos a la línea de flotación, lo que les hacía perder eficacia, sobre todo con mar gruesa.  Su maquinaria le proporcionaba unos 91.000 cv (67,9 MW), 8 calderas Kampon y 4 turbinas de vapor, estaba impulsado por cuatro propelas y aunque tenía una velocidad estándar de 28 nudos, alcanzaba los 31,2 nudos a marcha forzada, poseía dos timones gemelos originales desde su concepción como acorazado, del tipo compensado, de forma redondeada, notoriamente pequeños en relación con su eslora.
Poseía tres ascensores de contrapeso, siendo el de popa de volumen y diedro más pequeño que el central y proel. 
Como características destacables, poseía una alta superestructura con una cubierta suspendida a proa y popa a una considerable altura. Su única chimenea, ubicada en el centro de la banda de estribor, casi a la altura de la cubierta e inclinada hacia el mar, desviaba los humos de la cubierta para facilitar las operaciones aéreas, contando además con un ingenioso sistema que bombeaba en su interior agua de mar, para impedir que los humos fuesen muy espesos u oscuros gracias al vapor resultante, reduciendo además la temperatura, para mayor seguridad de los aviadores, que nunca encontraban una inesperada corriente de aire caliente en sus apontajes. El principal problema de este sistema es que conllevaba una fuerte corrosión. La isla-puente del Kaga estaba ubicada al lado de estribor y era bastante pequeña en relación con el tamaño del navío.
Estaba dotado de una poderosa artillería antiaérea, que demostró su capacidad defensiva en la primera fase de la batalla de Midway. Como armamento, poseía 10 cañones tipo 1 (5 por banda en casamatas) de 200 mm, 16 cañones tipo 89 de 127 mm y 22 cañones antiaéreos tipo 96 de 25 mm en montajes dobles, más 72 aeronaves y 18 aparatos semi desarmados.

## Historial de servicio

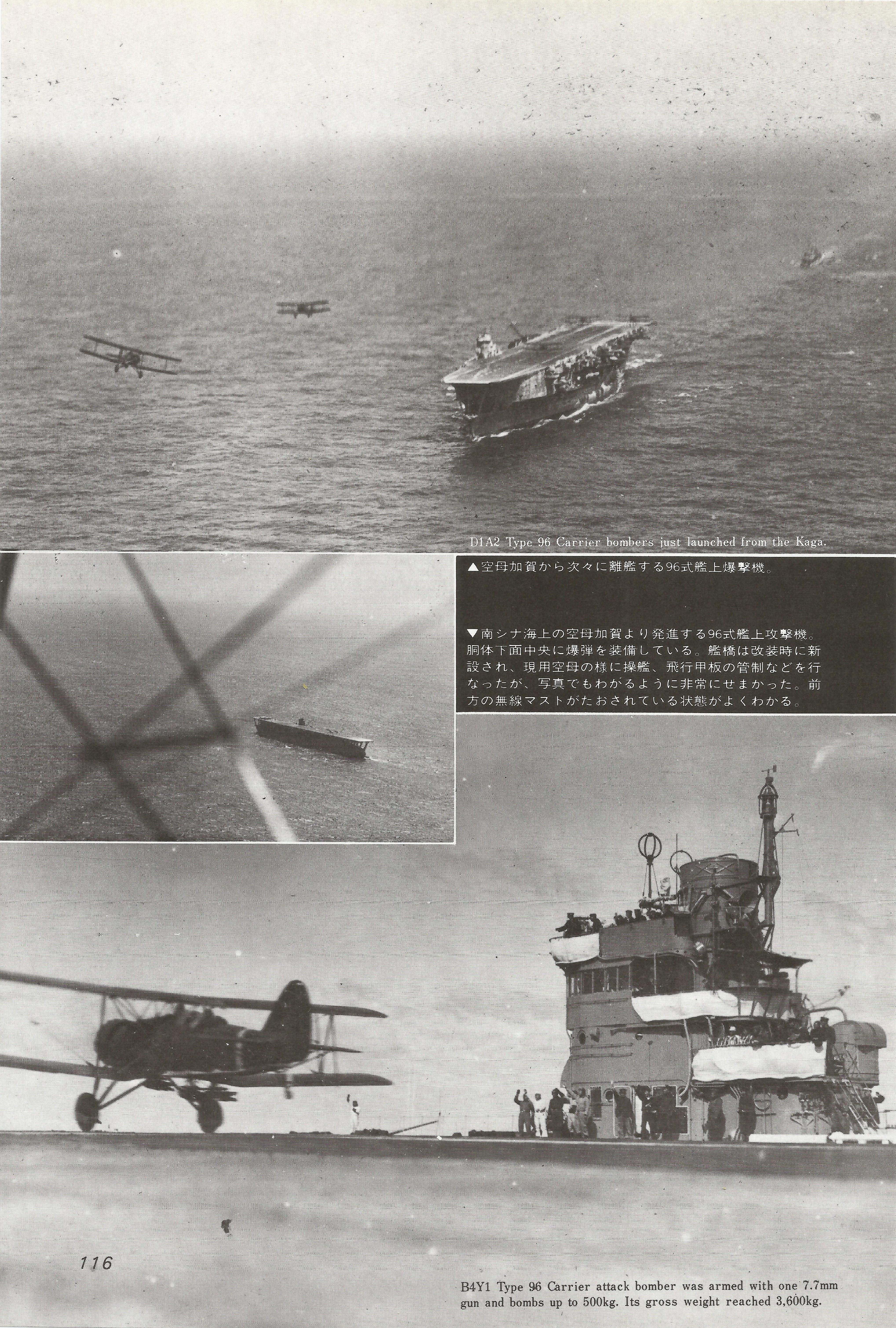
Diferentes instantáneas del Kaga después de su remodelación.

El Kaga participó en el ataque a Pearl Harbor en diciembre de 1941 como parte de la denominada fuerza móvil japonesa. Tras participar en dicha acción, el Kaga fue enviado a Karashima para dar descanso a sus tripulaciones y en enero fue enviado a Truk.
El 22 de enero de 1942 participó en el ataque contra el puerto de Rabaul. El 27 de febrero mientras se encontraba en Palaos, el Kaga embistió un arrecife resultando dañada su proa y sus bulges. Fue reparado provisionalmente en Truk. El 15 de febrero, su grupo aéreo participó en un ataque contra Puerto Darwin y Dávao. El 25 de febrero dio cobertura a la invasión de Java.
En marzo de ese año su grupo aéreo atacó la isla de Tjilatjap y a finales de ese mes fue enviado a Sasebo para reparar definitavamente los daños recibidos en un proceso que se prolongó demasiado, por lo que no pudo participar en la persecución de las fuerzas americanas que lanzaron la llamada Incursión Doolittle. Posteriormente, el almirante Nagumo tampoco pudo contar con el Kaga para realizar una incursión en el océano Índico. Terminadas las reparaciones, dejó Sasebo el 4 de mayo de 1942; pero no alcanzó a participar en la Batalla del Mar de Coral.

### Batalla de Midway
A fines de mayo de 1942, el Kaga formó parte de la fuerza de portaaviones que participará en la Operación MI contra Midway. En la primera fase de la Batalla de Midway, el Kaga lanzó sus oleadas de aviones contra la isla en poder de los norteamericanos, además su poderosa defensa antiaérea abatió una por una las sucesivas oleadas de aviones torpederos lanzados en su contra provenientes del  portaviones Yorktown.

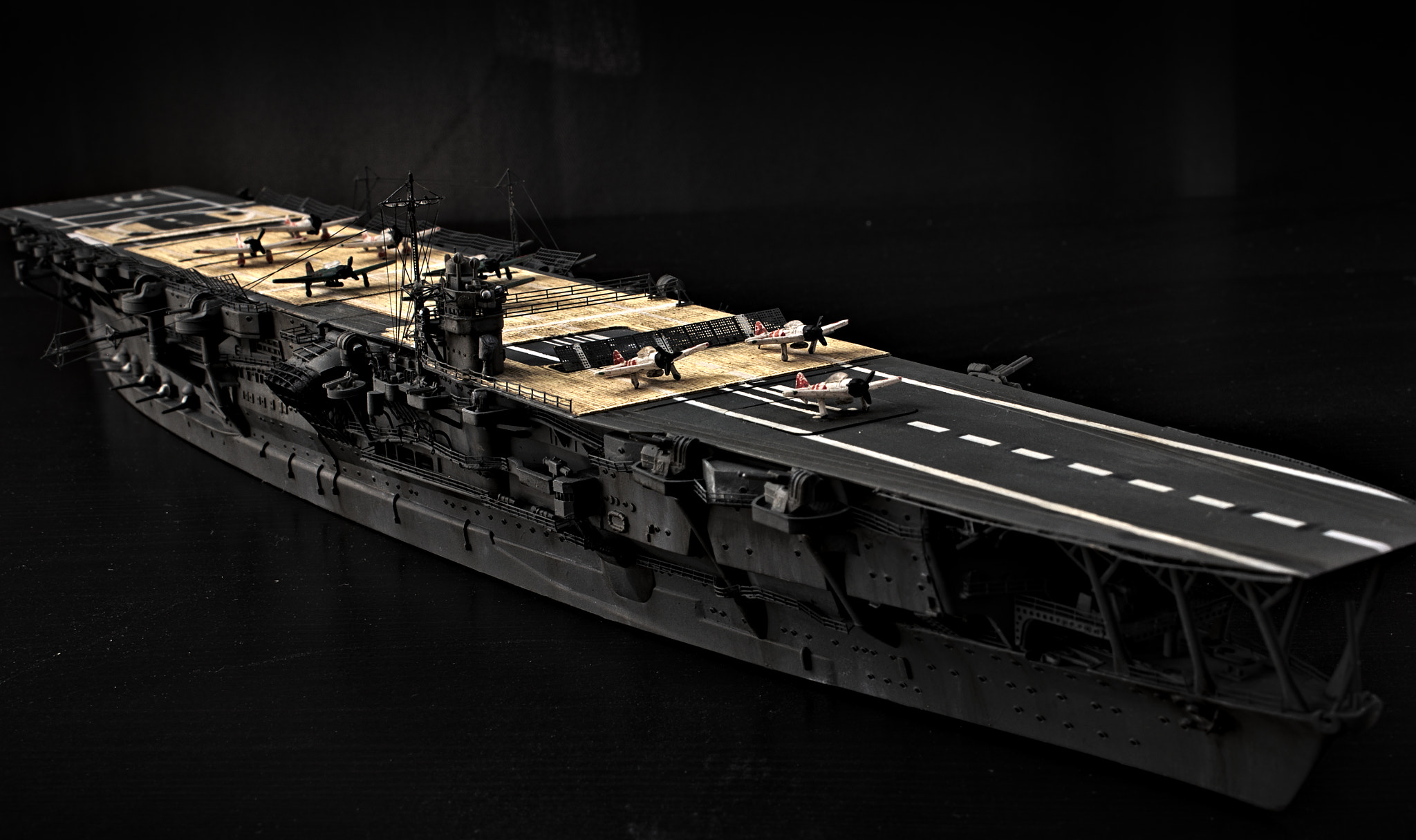
Maqueta del Kaga en escala 1/700

El 4 de junio de 1942, a las 10:22 AM durante la segunda fase de la batalla de Midway, el Kaga fue sorprendido a punto de lanzar sus aviones,  por bombarderos en picado liderados por el teniente comandante Clarence Wade McClusky del USS Enterprise (CV-6). 
Fue alcanzado sucesivamente por 4 bombas de 500 lb, una de las cuales explotó a popa, al costado de la cubierta de vuelo arrancando de cuajo parte del casco con sus plataformas de artillería antiaérea, lanzándolas al mar con sus servidores. Estas estructuras fueron descubiertas a 5000 m de profundidad en julio de 2005. Dos de las bombas explotaron al costado del puente, causando la muerte del capitán Jisaku Okada junto a todos los oficiales y sirvientes del puente de mando. 
Las bombas alcanzaron los hangares repletos de aviones, torpedos y bombas, y con los aviones listos para despegar para un nuevo bombardeo, con lo cual los incendios y explosiones internas se multiplicaron. A las 14:10 horas es golpeado a popa por un torpedo proveniente del USS Nautilus (SS-168) que no explosiona. Es rematado por el destructor Hagikaze con dos torpedos.
El Kaga se hundió horas después por efecto de las innumerables explosiones secundarias que le volaron sus flancos en la parte central sumado a grandes incendios con un total de 814 marinos muertos.

## Descubrimiento del pecio
En octubre de 2019, el buque Petrel de la organización financiada por el multimillonario estadounidense Paul Allen, localizó la nave a una profundidad de 5400 metros cerca del lugar de su hundimiento.
El pecio se halla en posición vertical, apoyado en una pendiente y con la proa enterrada unos 13 m en el limo del fondo. En general está muy destruido: le falta una gran parte de la cubierta de vuelo, la cual se ha derrumbado en un amasijo de escombros, y una parte de la popa, que está cortada. No obstante, las casamatas, parte del hangar a proa y las pasarelas de gato son aún reconocibles. Los restos evidencian que sus laterales centrales volaron con una gran explosión, y fueron finalmente con el hallazgo de los cañones en sus barbetas tipo 1 de 200 mm.